# Comuna Brela, Split-Dalmația
Brela este o comună în cantonul Split-Dalmația, Croația, având o populație de 1.703 locuitori (2011).

## Demografie
Componența etnică a comunei Brela
     Croați (97,71%)
     Necunoscut (0,18%)
     Neclasificat (1,88%)
Componența confesională a comunei Brela
     Catolici (94,48%)
     Fără religie și atei (2,99%)
     Necunoscută (0,65%)
     Alte religii (1,88%)
Conform recensământului din 2011, comuna Brela avea 1.703 locuitori. Din punct de vedere etnic, majoritatea locuitorilor (97,71%) erau croați. Apartenența etnică nu este cunoscută în cazul a 0,18% din locuitori. Din punct de vedere confesional, majoritatea locuitorilor (94,48%) erau catolici, cu o minoritate de persoane fără religie și atei (2,99%). Pentru 0,65% din locuitori nu este cunoscută apartenența confesională.